# Reportagewagen

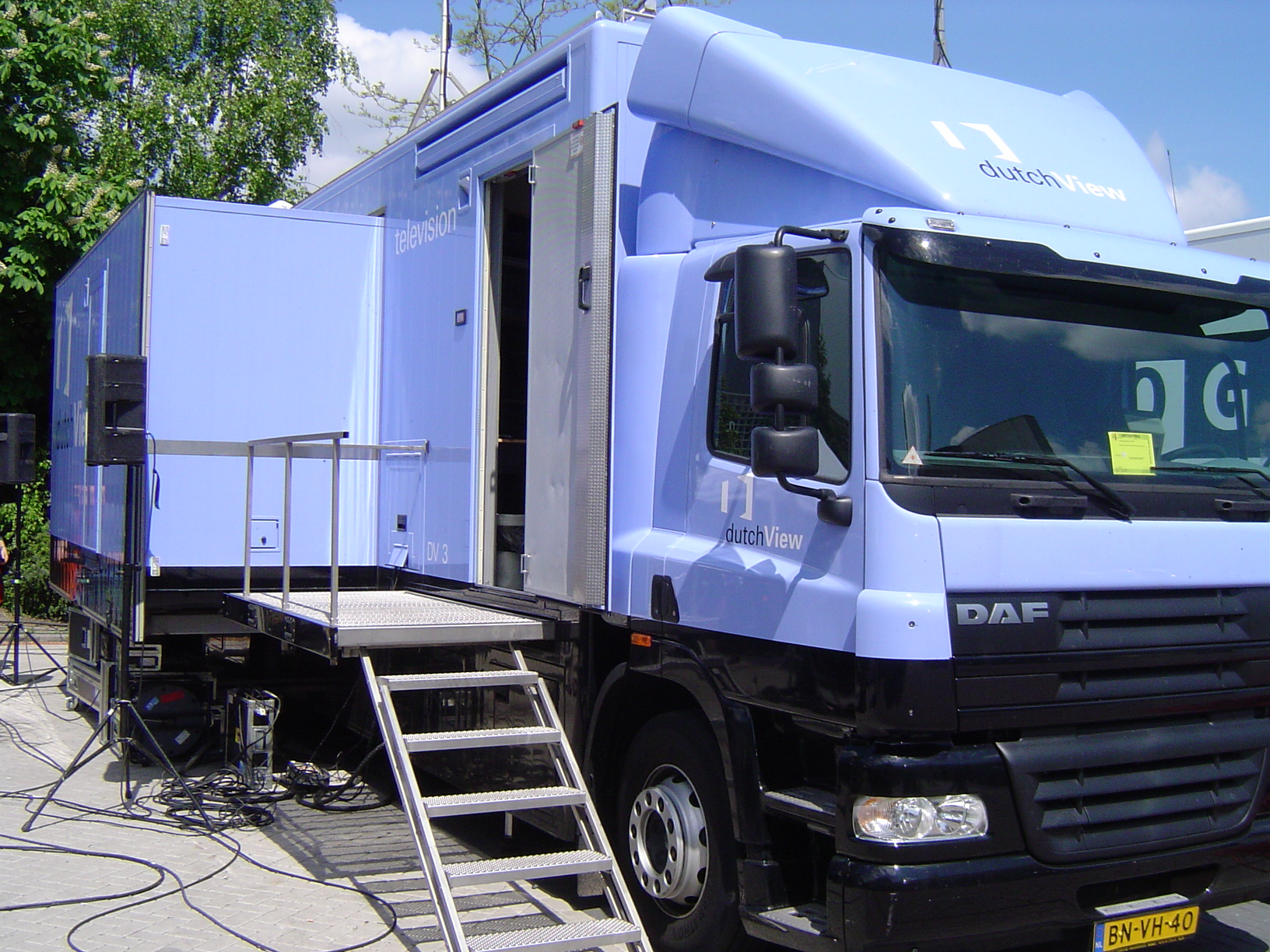
Reportagewagen van Dutchview

Een reportagewagen is een voertuig dat speciaal is ingericht als mobiele studiofaciliteit voor het verzorgen van radio- en televisie-uitzendingen op locatie.

## Doel
Deze wagens, ook wel aangeduid met de Engelse term Outside Broadcast Van of OBV, worden ingezet bij het verslaan van voetbalwedstrijden, wielerevenementen en andere gebeurtenissen. In de meest gevallen is een wagen voorzien van een regiekamer, een cameracontrolekamer en een geluidsregiedeel. Op het dak staan vaak een of meer schotelantennes om satellietverbindingen mogelijk te maken met een studio elders. 

## De wagen
De basis van een reportagewagen is meestal een bestaande carrosserie van een vrachtauto/autobus. Deze wordt omgebouwd tot een rijdende televisie/audio ruimte. De definitie is breed te noemen, want als er audio/video geregisseerd kan worden in een wagen, dan kan het al een reportagewagen worden genoemd. Het is in de meeste gevallen mogelijk om meer wagens aan elkaar te koppelen.

## Inzet
Bij de Vlaamse publieke omroep VRT wordt een reportagewagen aangeduid als Captatiewagen, in Nederland vroeger als 'trein'. Tot 1988 waren de meeste Nederlandse reportagewagens eigendom van de NOS. Tegenwoordig zijn er door privatisering en verzelfstandiging verschillende bedrijven in Nederland die met reportagewagens werken. In Vlaanderen is het facilitaire bedrijf van de VRT en RTBF niet verzelfstandigd, hoewel dit eigenlijk wel een eis is van de Europese Unie. Reportagewagens van de VRT mogen alleen worden gebruikt voor uitzendingen van de VRT en RTBF, deze zijn dus in tegenstelling tot de Nederlandse middelen niet vrij voor verhuur aan derden.